# Musée du jeu vidéo
Le musée du jeu vidéo était un musée privé créé en 2010 par Olivier Bodeur, fondateur et directeur général de l'agence de communication Alerte orange.

## Description
Il est consacré à l'histoire des jeux vidéo et présente en cinq espaces les principales facettes du jeu vidéo :
1. l'espace historique est principalement consacré aux machines et accessoires sur quatre décennies 1970/1980/1990/2000 ;
2. l'espace créateurs présente les créateurs français et internationaux ;
3. l'espace Game Culture fait la part belle au cinéma et à la musique ;
4. l'espace Héros du jeu vidéo présente les héros les plus connus et leurs nombreux produits dérivés ;
5. enfin l'espace jouable à disposition des joueurs.

Il était hébergé dans le toit de l'Arche de la Défense à Paris, dans les mêmes locaux que le musée de l'informatique.

## Historique
Le projet de ce musée est né en 2009, à l’occasion de l’exposition 30 ans de rétrogaming, organisée par l'agence de publicité Alerte Orange et orchestré par Jean-Philippe Alba (responsable éditorial du futur musée), en collaboration avec l’association MO5.com.
À la suite du succès de cette exposition temporaire, le fondateur de la société Alerte Orange, Olivier Bodeur finance, développe avec ses équipes le futur musée. Il y expose notamment une partie de son exceptionnelle collection de jeu vidéo. Inauguré le 14 avril 2010, le musée ferme le 24 avril 2010 en raison d'une panne du système d'ascenseurs. Pendant ce laps de temps, il a accueilli cinq mille visiteurs. La fermeture définitive de l'emplacement a été annoncée par la suite sans que l'avenir du musée ne soit fixé, et malgré la réparation des ascenseurs en cause. Le ministère de l'Écologie, du Développement durable et de l'Énergie, propriétaire des locaux, les a en effet repris pour regrouper ses services.
Le site officiel du musée du jeu vidéo permettait une visite virtuelle, présentait de nombreuses actualités et informations sur le jeu vidéo et son histoire, et permettait de signer une pétition pour sa réouverture.